# Lie to Me (série de televisão)
Lie to Me (estilizada como Lie to me*) é uma série de televisão americana que estreou na Fox em 21 de janeiro de 2009, chegando ao Brasil oito meses depois (29 de setembro de 2009) no canal Fox Brasil. Em Portugal, a série estreou no dia 6 de janeiro de 2010 no canal Fox. No Brasil, foi exibida pela Rede Globo a partir de 15 de março de 2011 sempre as terças-feiras após o Programa do Jô; e na Rede Record, a partir do dia 14 de fevereiro de 2014 às terças, quintas e sextas-feiras, as 0h15. 
O seriado está sendo transmitido pela Network Ten na Austrália e pela Global TV no Canadá. No Reino Unido, a premiere aconteceu na primavera de 2009, no Sky1.
O personagem principal, Dr. Cal Lightman (interpretado pelo ator Tim Roth), é auxiliado por sua parceira Dr. Gillian Foster (Kelli Williams), que juntos detectam fraudes e mentiras, observando a linguagem corporal e as microexpressões faciais, e usam esse talento para assistenciar na obediência às leis com a ajuda do seu grupo de pesquisadores e psicólogos.
O personagem Dr. Cal Lightman é baseado em uma pessoa real: Paul Ekman, notável psicólogo e pioneiro em estudos sobre linguagem corporal e expressões faciais. O trabalho científico de Paul Ekman tem sido desenvolvido em Portugal por Armindo Freitas-Magalhães.
Esta série é similar a série da Lifetime TV Angela's Eyes.

## Enredo
A série traz as investigações de uma equipe formada por especialistas em detectar mentiras. As mínimas expressões e gestos são interpretados por esses cientistas do comportamento, que prestam seus serviços para diversas entidades, como o FBI, a polícia, empresas particulares ou mesmo pessoas que estejam dispostas a descobrir a verdade que alguém pode estar escondendo.
O grupo é liderado pelo Dr. Cal Lightman, um cientista que dedicou toda a sua vida ao estudo do comportamento humano. Lightman ainda conta com a ajuda da sua parceira e psicóloga Gillian Foster, além do pesquisador Eli Locker, de Ria Torres, uma mulher com o talento natural de interpretar as expressões humanas e de Ben Reynolds, um agente do FBI que é designado para dar assistência ao Grupo Lightman em suas investigações. Juntos eles formam uma equipe de verdadeiros polígrafos humanos.
Inicia o primeiro episódio com uma história de uma família de testemunhas de Jeová, onde o filho extremamente podado pelos pais envolve-se em uma controvérsia com uma professora. Ele estava sendo acusado de ter matado a tal professora e o grupo Lighman tem que descobrir a verdade por trás dessa história.

## Elenco

### Principal
- Tim Roth como Cal Lightman, um especialista em linguagem corporal e micro-expressões, que auxilia organizações judiciais locais e federais nas investigações de crimes. O personagem dele é baseado no Dr. Paul Ekman, notável psicólogo e especialista em linguagem corporal e expressões faciais.
- Kelli Williams como Gillian Foster, amiga e sócia de Cal Lightman.
- Brendan Hines como Eli Loker, trabalha no The Lightman Group; e sempre diz a verdade.
- Monica Raymund como Ria Torres, Ex-funcionária de Aeroportos que foi contratada para trabalhar no The Lightman Group.
- Mekhi Phifer como Ben Reynolds, um agente do FBI designado para oferecer assistência armada e conhecimentos práticos. Reynolds nem sempre concorda com os métodos de Lightman. (Participou de parte da 1.ª temporada e toda a 2.ª).

### Participação especial
- Hayley McFarland como Emily Lightman, filha adolescente de Cal Lightman.
- Jennifer Beals como Zoe Landau, ex-esposa de Cal Lightman

## Episódios

### 1ª Temporada
Episódio 1 - Pilot  (Episódio Piloto)
1.02 - Moral Waiver  (Concessão Moral)
1.03 - A Perfect Score  (A Nota Perfeita)
1.04 - Love Always  (Amor Eterno)
1.05 - Unchained  (Libertado)
1.06 - Do No Harm  (Não Façam Mal)
1.07 - The Best Policy  (A Melhor Política)
1.08 - Depraved Heart  (Coração Depravado)
1.09 - Life is Priceless  (A Vida Não Tem Preço)
1.10 - Better Half  (A Melhor Metade)
1.11 - Undercover  (O Disfarce)
1.12 - Blinded  (O Imitador)
1.13 - Sacrifice  (Sacrifício)

### 2ª Temporada
2.01 - The Core of It  (O X da questão)
2.02 - Truth or Consequences (Verdade ou Consequências)
2.03 - Control Factor (Fator de Controle)
2.04 - Honey  (A Chantagem)
2.05 - Grievous Bodily Harm  (Amigo Verdadeiro?)
2.06 - Lack of Candor  (A Hora da Verdade)
2.07 - Black Friday  (Sexta-Feira Negra)
2.08 - Secret Santa  (Amigo Secreto)
2.09 - Fold Equity  (Uma Grande Jogada)
2.10 - Tractor Man  (O Homem-Bomba)
2.11 - Beat the Devil (Vencendo o Diabo)
2.12 – Sweet Sixteen  (Vingança Tardia)
2.13 - The Whole Truth  (Toda a Verdade)
2.14 - React To Contact (Neurótico de Guerra)
2.15 - Teacher and Pupils  (Falando Com os Olhos)
2.16 - Delinquent  (Mentiras Em Família)
2.17 - Bullet Bump  (A Qualquer Preço)
2.18 - Headlock  (Confronto Brutal)
2.19 - Pied Piper  (O Flautista de Hamelin)
2.20 - Exposed  (Dupla Identidade)
2.21 - Darkness and Light  (Luz e Escuridão)
2.22 - Black and White (Olho Por Olho)

### 3ª Temporada
A terceira temporada estreou em 4 de outubro de 2010 e acabou em 31 de Janeiro de 2011, com o capítulo "Killer App".
3.01 - In the Red (No vermelho)
3.02 - The Royal We (Somente Nós)
3.03 - Dirty Loyal (Lealdade Corrupta)
3.04 - Double Blind (Experiência Cega)
3.05 - The Canary's Song (O Canto do Canário)
3.06 - Beyond Belief (Além da Fé)
3.07 - Veronica
3.08 - Smoked (Um Caso de Família)
3.09 - Funhouse (O Hospício)
3.10 - Rebound (O Vigarista)
3.11 - Saved (Sangue No Asfalto)
3.12 - Gone (Marcas do Passado)
3.13 - Killer App (Aplicativo Assassino)

O anúncio do cancelamento de Lie to Me foi feito pela Fox em 11/05/2011 depois de baixos índices de audiência.